# 忘卻偵探系列
《忘卻偵探系列》（日語：忘却探偵シリーズ），是以2014年10月出版的《掟上今日子的備忘錄》作為開頭，西尾維新所著的推理輕小說系列。書中插畫由台灣插畫家VOFAN負責，出版社是講談社。於2015年8月推出改編漫畫，並將於同年10月推出改編電視連續劇。

## 創作緣由
西尾維新早於另一作品《曆物語》進行推廣時，就表示希望回歸著重於破解懸疑內容的傳統推理小說，其後便完成了這部將誇張修辭和大量對話風格盡數壓抑的推理小說作品。因銷售成績和讀者反應不俗，西尾維新於是在不到一年的時間內一口氣推出了三部系列作品。隔年官方宣佈作品將被改編為漫畫和電視連續劇。

## 故事簡介
被稱為「忘卻偵探」的掟上今日子，每次睡著後記憶就會重置，忘掉一整天所發生的事，所以必須在一天內解決受理的案件。同時因為這項特質，她亦成為替案中人保守秘密的最佳人選。而在這些事件當中，「史上最倒楣」的青年隱館厄介，往往會被捲入嫌疑犯的行列。他和今日子的微妙關係，以及這位美女偵探不為人知的過去，究竟何時才會出現進展呢？

## 主要角色
掟上今日子
系列女主角。25歲，置手紙偵探事務所所長兼偵探。身形嬌小，一頭天然的白髮，戴著黑框眼鏡。
事實上並非精準的經過二十四小時，而是只要進入睡眠狀態就會失去一整天的記憶（用安眠药使其進入睡眠狀態也有同樣的效果），不過相對地會在調查當日清楚記得所有見過的細節。
為了進行事後推理，習慣把蒐集到的情報和重要的事，用黑色油性筆寫在身上（手臂、大腿或腹部等部位）。
被問及是否已經解開疑點，會回答「是的，失禮了（はい、僭越ながら）。」然後開始解釋案情。
由於體質的關係，不接受事先預約。
接下大量對當事人來說是高度機密的案件，往往可以在一天之內解決某客戶的所有謎題。
非常愛錢，喜歡以金錢來衡量價值。破案後，會向客戶收取她認為與她自身能力相等的費用。
對事物的記憶停留在成為偵探前的時間點，因此對懷舊的物品較為熟悉，但對於最近推出的科技產品感到陌生且新奇。
過去充滿謎團，其名號和身份實際上是某人所賦予的。自家寢室的天花板上被不知是誰的字跡寫著「從今天起妳就是掟上今日子　以偵探的身分活下去」，從此今日子走上了偵探之路。
隱館厄介
系列男主角、旁白。25歲，身高超過190公分。
從小就常常成為事故嫌疑犯，一不小心就會被冤枉，為此經常需要各式各樣的偵探協助，今日子就是其中一位。
因為自己的不幸特質，不停換工作。
對今日子有好感。
紺藤文房
大型出版社作創社的漫畫雜誌編輯部主任，厄介在作創社打工時的上司。
與今日子有過一面之緣。

## 出版書籍

### 小說
小說封面由VOFAN擔當作畫。台灣中文版由青空文化有限公司代理；大陆中文版由千本樱文库代理，前4卷由北京时代华文书局出版，后转为台海出版社出版；中文版译者均为緋華璃。
| 冊數 | 講談社 | 講談社         | 講談社                 | 青空文化有限公司   | 青空文化有限公司 | 青空文化有限公司       | 力潮文创           | 力潮文创     | 力潮文创               |
| 冊數 | 標題   | 初版發售日期   | ISBN                   | 標題               | 初版發售日期     | ISBN                   | 标题               | 初版发售日期 | ISBN                   |
| ---- | ------ | -------------- | ---------------------- | ------------------ | ---------------- | ---------------------- | ------------------ | ------------ | ---------------------- |
| 1    |        | 2014年10月14日 | ISBN 978-4-06-219202-6 | 掟上今日子的備忘錄 | 2016年1月29日    | ISBN 978-986-922-633-2 | 掟上今日子的备忘录 | 2020年2月    | ISBN 978-7-5699-3087-0 |
| 2    |        | 2015年4月23日  | ISBN 978-4-06-219450-1 | 掟上今日子的推薦文 | 2016年5月9日     | ISBN 978-986-922-637-0 | 掟上今日子的推荐文 | 2020年2月    | ISBN 978-7-5699-3097-9 |
| 3    |        | 2015年8月19日  | ISBN 978-4-06-219712-0 | 掟上今日子的挑戰狀 | 2016年7月11日    | ISBN 978-986-933-030-5 | 掟上今日子的挑战状 | 2020年2月    | ISBN 978-7-5699-3206-5 |
| 4    |        | 2015年10月6日  | ISBN 978-4-06-219784-7 | 掟上今日子的遺言書 | 2016年10月12日   | ISBN 978-986-933-035-0 | 掟上今日子的遗言书 | 2020年2月    | ISBN 978-7-5699-3205-8 |
| 5    |        | 2015年12月17日 | ISBN 978-4-06-219906-3 | 掟上今日子的辭職信 | 2017年1月16日    | ISBN 978-986-938-831-3 | 掟上今日子的辞职信 | 2021年11月   | ISBN 978-7-5168-3062-8 |
| 6    |        | 2016年5月17日  | ISBN 978-4-06-220071-4 | 掟上今日子的婚姻屆 | 2017年7月13日    | ISBN 978-986-948-891-4 | 掟上今日子的婚姻届 | 2021年11月   | ISBN 978-7-5168-3055-0 |
| 7    |        | 2016年8月23日  | ISBN 978-4-06-220270-1 | 掟上今日子的家計簿 | 2017年12月18日   | ISBN 978-986-948-896-9 | 掟上今日子的家计簿 | 2021年11月   | ISBN 978-7-5168-3057-4 |
| 8    |        | 2016年11月16日 | ISBN 978-4-06-220376-0 | 掟上今日子的旅行記 | 2018年2月14日    | ISBN 978-986-960-512-0 | 掟上今日子的旅行记 | 2021年11月   | ISBN 978-7-5168-3056-7 |
| 9    |        | 2017年6月1日   | ISBN 978-4-06-220576-4 | 掟上今日子的裡封面 | 2022年12月16日   | ISBN 978-986-960-516-8 | 掟上今日子的内封面 | 2022年3月    | ISBN 978-7-5168-3135-9 |
| 10   |        | 2018年1月17日  | ISBN 978-4-06-220875-8 |                    |                  |                        | 掟上今日子的色卡本 | 2022年3月    | ISBN 978-7-5168-3136-6 |
| 11   |        | 2018年10月5日  | ISBN 978-4-06-513204-3 |                    |                  |                        |                    |              |                        |
| 12   |        | 2020年3月18日  | ISBN 978-4-06-518990-0 |                    |                  |                        |                    |              |                        |
| 13   |        | 2021年4月22日  | ISBN 978-4-06-522792-3 |                    |                  |                        |                    |              |                        |
| 14   |        | 2022年6月8日   | ISBN 978-4-06-527703-4 |                    |                  |                        |                    |              |                        |
| 15   |        | 2025年4月16日  | ISBN 978-4-06-539105-1 |                    |                  |                        |                    |              |                        |

### 漫畫
2015年8月6日，改編漫畫於講談社旗下《月刊少年Magazine》2015年9月號開始連載，由淺見擔當作畫、VOFAN負責角色原案。台灣中文版由東立出版社代理，譯者：趙秋鳳。
| 冊數 | 講談社 | 講談社         | 講談社                 | 東立出版社           | 東立出版社     | 東立出版社             |
| 冊數 | 標題   | 初版發售日期   | ISBN                   | 標題                 | 初版發售日期   | ISBN                   |
| ---- | ------ | -------------- | ---------------------- | -------------------- | -------------- | ---------------------- |
| 1    |        | 2015年10月16日 | ISBN 978-4-06-377343-9 | 掟上今日子的備忘錄 1 | 2016年9月1日   | ISBN 978-986-933-035-0 |
| 2    |        | 2016年4月15日  | ISBN 978-4-06-377446-7 | 掟上今日子的備忘錄 2 | 2016年11月21日 | ISBN 978-986-470-614-3 |
| 3    |        | 2016年8月17日  | ISBN 978-4-06-393024-5 | 掟上今日子的備忘錄 3 | 2017年4月11日  | ISBN 978-986-470-874-1 |
| 4    |        | 2017年1月17日  | ISBN 978-4-06-393118-1 | 掟上今日子的備忘錄 4 | 2018年1月2日   | ISBN 978-986-482-707-7 |
| 5    |        | 2017年4月17日  | ISBN 978-4-06-393180-8 | 掟上今日子的備忘錄 5 | 2018年7月2日   | ISBN 978-986-486-159-0 |

## 廣告
2014年9月中旬，即第一作小說推出前後，講談社促成與經已動畫化的《物語系列》進行聯合推廣。其中首部和第三部宣傳影片分別以《物語系列》主角聲優神谷浩史及堀江由衣進行作品介紹。其後正式的聯合宣傳短片，則邀得動畫公司SHAFT、旗下演出人員新房昭之和宮本幸裕，與及作畫人員渡邊明夫、和鈴木博文一同參與製作。有讀者將這些安排結合小說內容作研究，指出有關做法可能是暗示兩部系列存在更為直接的關係。

## 電視劇
《掟上今日子的備忘錄》，2015年8月，日本電視台宣布將西尾維新的《忘卻偵探系列》改編為「土九」時段（每週六21:00 - 21:54，JST）的真人版同名連續劇。故事內容以前兩卷作品為基礎，再加入若干由原作者命名和協助作初步設定的原創角色。

### 登場角色

#### 主要角色
- 掟上今日子（演員：新垣結衣）－主演
- 隱館厄介（演員：岡田將生）

#### 偵探介紹所成員
- 絆井法郎（演員：及川光博）

原創角色。偵探介紹所所長，不時解救被冤枉的厄介。
- 也川塗（演員：有岡大貴）

原創角色。偵探介紹所從業員，負責以不同姿態輔助和監察今日子的調查行動，鼓勵厄介勇於追求今日子。
- 幕間復（緯來譯名：幕間真來）／態條真來子（演員：内田理央）

原創角色。偵探介紹所從業員，並同時做許多兼職工作。

#### 各集客串
第1話
- 岐阜部長目（演員：中越典子）

笑井研究室研究員
- 重信（演員：神保悟志（第5、7話））

作創社編輯，里井的責任編輯
- 紗流（演員：映美倉良）

里井首席助理
- 蓮根結子（演員：霧島麗香）

笑井研究室副室長
- 里井（演員：上野奈津日（日语：上野なつひ））

漫畫家
- 譽田英知（演員：蕨野友也）

笑井研究室研究員
- 笑井航路（演員：三宅弘城）

笑井研究室室長
第2話
- 鯨井留可（演員：堀井新太）

前游泳選手
- 宇名木九五（演員：篤海）

游泳選手
- 遠淺深近（演員：工藤俊作（日语：工藤俊作 (俳優)）（第4、5、8、10話））

刑警
- 新米（演員：岡村優（第4、5、8、10話））

遠浅的部下
第3話
- 敷原（演員：相島一之）

東洋美術館館長
- 櫛部（演員：小松利昌）

東洋美術館警備主任
- 水本櫓（演員：恩田括）

畫家
- 剥井陸（演員：高木星來（第4話））

阿得里爾莊1402號室房客，小學生
- 和久井和久（演員：山田明郷（第4話））

畫框工匠，阿得里爾莊房東
- 高橋（演員：柳下季里）

東洋美術館工作人員
- 山口（演員：松熊鶴松）

東洋美術館工作人員
第4話
- 加賀笙子（演員：入山法子）

阿得里爾莊202號室房客
- 小柴風太（演員：角田晃廣）

阿得里爾莊201號室房客
- 本竹崇（演員：越村友一）

阿得里爾莊203號室房客
第5話
- 打工小弟（演員：青木泰寛（日语：セイシュン・ダーツ））

作創社工讀生
- 須永晝兵衛（演員：原岡見伍（第7話））

推理小說家
- 觀看須永晝兵衛新聞快報的鄰居女性（演員：辰月久美（日语：たつづき久美）、青木和代、呑山仁奈子（日语：呑山仁奈子）、高崎佳世（日语：高崎佳世））
- 寺廟住持（演員：鈴木淳）
- 記者（演員：竹内義貴）
- 新聞播報員（演員：川合千里）

第6話
- 逆瀨坂雅歌（演員：淺見姫香（日语：浅見姫香））

私立五十嶺学園中等部3年D班學生
- 山之上茂美（演員：米山穂香）

私立五十嶺学園中等部3年D班學生
- 三年D班的學生（演員：佐佐木七海、榎本實優、梅澤晴代、山田綺良良、松島愛華、小澤美優）
- 學校圖書館員（演員：櫻井聖（日语：桜井聖））
- 古書店（無限古書店）老闆（演員：岡山一（日语：おかやまはじめ））
- 書店老闆的妻子（演員：山下裕子）
- 女警官（演員：高橋亞由美（日语：高橋あゆみ）、吉田沙保里）
- 三廻邊醫院的護士（演員：三村英子（日语：みむらえいこ））

第7話
- 學生時代及粉領族時代的朝美（演員：内山侑香）

推理小說家須永晝兵衛學生時代的戀人，17歲時因病過世。但在須永的小說裡，一直活到了老年。婚前姓桑田，婚後姓桃田。
- 作創設的小中社長（演員：八木岱士）

第8話
- 服裝店「NASHORN」社長（摩君）（演員：森岡豊）
- 服裝店「NASHORN」店長（演員：幸田尚子）
- 小美輪（演員：渡邊舞（日语：渡辺舞））

「NASHORN」的店員
- 小梅（演員：林愛夏（BABYRAIDS JAPAN））

「NASHORN」的店員
- 屋根井刺子（演員：手島優）

「NASHORN」的客人
- 捜査一課長的妻子（演員：石田光）

第9話
- 結納坂仲人（緣結人公司社長）／澤野信二（演員：要潤（第9、10話））

知道今日子秘密的男人
- 工藤

石臼蕎麥店和樂店長，前偵探
- 男女島（演員：遠山俊也（第10話））

雛子不動産屋店主
- 劇場版《名偵探芽衣子事件簿》傳單上的女星 / 劇場版《名偵探芽衣子事件簿PART2〜密室突擊測驗〜》海報上的女星（演員： Becky（第10話，友情演出））
- 緣淵良壽（演員： 山中新（日语：山中アラタ））

緣結人有限公司副社長
- Drink Kitchen店員（演員：廣瀬智紀）
- 扮演屍體的男人（演員：松井正樹）

第10話
- 態條空真（演員：加島潤）

態條貿易創社會長
- 十松（演員：上村依子）

雛子不動産屋工作人員
- 其他演員：片桐千里、橋本幸子

### 製作團隊
- 原著：西尾維新《忘却探偵系列》「掟上今日子的備忘錄」、「掟上今日子的推薦文」、「掟上今日子的挑戰狀」、「掟上今日子的遺言書」（講談社BOX）
- 劇本：野木亞紀子
- 導演：佐藤東彌（日语：佐藤東弥）、茂山佳則、小室直子
- 主題曲：西野加奈《NO.1》
- 片頭曲：Goodbye holiday
- 製作人：松本京子（日语：松本京子 (テレビプロデューサー)）、森雅弘
- 製作統籌：松岡至
- 製作協力：AX-ON
- 製作出品：日本電視台
- 音樂製作：志田博英
- 技術監督：木村博靖
- 動作協調：FC Plan (FCプラン)
- 協助：NiTRo（日语：日テレ・テクニカル・リソーシズ）、日本電視台藝術（日语：日本テレビアート）、日本電視台音樂（日语：日本テレビ音楽）
- 編成：切田美伸
- 宣傳：境祐介
- 制作台：山田雅子
- 台詞製作：鈴木香織
- 主製作人：松岡至

### 播出日程與收視率
- 收視率最高值以紅色表示，收視率最低值以蓝色表示。

| 集數                                                         | 播出日期 | 標題 | 原著               | 導演     | 收視率 | 備註       |
| ------------------------------------------------------------ | -------- | ---- | ------------------ | -------- | ------ | ---------- |
| 第1話                                                        | 10月10日 |      | 掟上今日子的備忘錄 | 佐藤東彌 | 12.9%  | 延長15分鐘 |
| 第2話                                                        | 10月17日 |      | 掟上今日子的挑戰狀 | 佐藤東彌 | 10.3%  |            |
| 第3話                                                        | 10月24日 |      | 掟上今日子的推薦文 | 茂山佳則 | 10.9%  |            |
| 第4話                                                        | 10月31日 |      | 掟上今日子的推薦文 | 茂山佳則 | 10.2%  |            |
| 第5話                                                        | 11月07日 |      | 掟上今日子的備忘錄 | 佐藤東彌 | 8.8%   |            |
| 第6話                                                        | 11月14日 |      | 掟上今日子的遺言書 | 小室直子 | 7.6%   |            |
| 第7話                                                        | 11月21日 |      | 掟上今日子的備忘錄 | 佐藤東彌 | 9.3%   |            |
| 第8話                                                        | 11月28日 |      | 掟上今日子的挑戰狀 | 茂山佳則 | 7.2%   |            |
| 第9話                                                        | 12月05日 |      | 掟上今日子的挑戰狀 | 小室直子 | 9.2%   |            |
| 最終話                                                       | 12月12日 |      | 無                 | 佐藤東彌 | 10.5%  | 編劇原創   |
| 平均收視率 9.69%（收視率由Video Research於日本關東地區調查） |          |      |                    |          |        |            |

### 獎項
- 第2回CONFiDENCE日劇大獎：主演女優賞（新垣結衣）[12]

## 外部連結
- 講談社BOX官方網站（日語）
- 掟上今日子的備忘錄的X（前Twitter）（日語）
- 月刊少年Magazine 漫畫《掟上今日子的備忘錄》專頁（日語）
- 日本電視台《掟上今日子的備忘錄》官方網站 （页面存档备份，存于）（日語）
- 緯來日本台《掟上今日子的備忘錄》官方網站 （页面存档备份，存于）（繁體中文）
- WakuWaku Japan《掟上今日子的備忘錄》官方網站 （页面存档备份，存于） （繁體中文）
- 互联网电影数据库（IMDb）上《忘卻偵探系列》的资料（英文）

| 日本日本電視台 日本電視台週六連續劇       | 日本日本電視台 日本電視台週六連續劇                   | 日本日本電視台 日本電視台週六連續劇 |
| ----------------------------------------- | ----------------------------------------------------- | ----------------------------------- |
|                                           | 掟上今日子的備忘錄 （2015年10月10日－2015年12月12日） |                                     |
| 根性青蛙 （2015年7月11日－2015年9月19日） | 怪盜 山貓 （2016年1月16日－2016年3月19日）            |                                     |

| 臺灣 緯來日本台 週一至週五 22:00 - 23:00 | 臺灣 緯來日本台 週一至週五 22:00 - 23:00     | 臺灣 緯來日本台 週一至週五 22:00 - 23:00 |
| ---------------------------------------- | -------------------------------------------- | ---------------------------------------- |
|                                          | （2016年5月10日－2016年5月23日）             |                                          |
| （2016年4月26日－2016年5月9日）          | 偵探中的偵探 （2016年5月24日－2016年6月7日） |                                          |

| 臺灣 WakuWaku Japan 週一至週五 21:00 - 22:00 | 臺灣 WakuWaku Japan 週一至週五 21:00 - 22:00 | 臺灣 WakuWaku Japan 週一至週五 21:00 - 22:00 |
| -------------------------------------------- | -------------------------------------------- | -------------------------------------------- |
|                                              | （2021年11月18日－2021年12月1日）            |                                              |
| —                                            | —                                            |                                              |